# Matthias Sommer
Matthias Sommer (født 3. december 1991) er en tysk bobslædefører.
Han repræsenterede Tyskland under vinter-OL 2022 i Beijing, hvor han tog bronze i toer-bob.